# ŠtrudlaFest
Štrudlafest je hrvatska kulturno-zabavna i gastronomska manifestacija posvećena štrudli.

## Povijest
ŠtrudlaFest je nastao nakon pothvata Iz Jaškova za svijet… štrudla za Guinnessa. Dana 6. rujna 2015. godine u Jaškovu kraj Ozlja bila je izrađena najduža štrudla na svijetu i postavljen Guinnessov rekord. Štrudla je bila dugačka 1479,38 metara.

## O ŠtrudlaFestu
Obično se održava tijekom dvaju dana vikenda. Središnje mjesto održavanja je selo štrudle Jaškovo. Štrudle se prodaju u restoranima, a moguće ih je dobiti i besplatno. Manifestaciju čine i razne kulinarske, likovne (n.pr. oslikavanje tanjurića za štrudlu) i športske radionice te glazbeni koncerti. Festival počinje piknikom u Jaškovu, selu u Karlovačkoj županiji. Organizatori smatraju festival štrudle najboljim načinom plasmana zdravih i autohtonih poljoprivrednih proizvoda. 2020. godine je u godini koronakrize festival produžen na 10 dana i održava se diljem Karlovačke županije, a Jaškovo je središnje mjesto. Naljepši uradci dobivaju nagrade.

## Vanjske poveznice
- Službene stranice
- Facebook